# Puding
Puding, tidigare stavat Puting, är ett härad i Anshuns stad på prefekturnivå i provinsen Guizhou i sydvästra Kina.
Puding är indelat i sju köpingar, en socken och tre etniska minoritetssocknar.
Köpingar (zhen):

- Baiyan (白岩镇)
- Chengguan (城关镇)
- Huachu (化处镇)
- Jichangpo (鸡场坡镇)
- Machang (马场镇)
- Maguan (马官镇)
- Pingshang (坪上镇)

Socknar (xiang):

- Longchang (龙场乡)

Etniska minoritetssocknar  (zu xiang):
- Bulang (Bŭláng Miáozú Xiāng, 补郎苗族乡) – för miaofolket
- Houchang (Hóuchăng Miáozú Gēlăozú Xiāng, 猴场苗族仡佬族乡) – för miao- och gelao-folken
- Maodong (Māodòng Miáozú Gēlăozú Xiāng, 猫洞苗族仡佬族乡)  – för miao- och gelao-folken